# Cystorchis javanica
Cystorchis javanica är en orkidéart som först beskrevs av Carl Ludwig von Blume, och fick sitt nu gällande namn av Carl Ludwig von Blume. Cystorchis javanica ingår i släktet Cystorchis, och familjen orkidéer. Inga underarter finns listade i Catalogue of Life.